# Reyran
Der Reyran ist ein Fluss im Südosten Frankreichs, der im Département Var in der Region Provence-Alpes-Côte d’Azur verläuft. Er entspringt im Esterel-Gebirge, an der Gemeindegrenze von Saint-Paul-en-Forêt und Bagnols-en-Forêt, entwässert zunächst in östlicher Richtung, dreht dann auf Südwest, parallel zur Autobahn A8, und mündet nach insgesamt 27 Kilometern im Gemeindegebiet von Fréjus als linker Nebenfluss in den Argens, der selbst wenige hundert Meter weiter in das Mittelmeer mündet. Der Reyran ist in seinem Unterlauf zum Schutz gegen Hochwasser als Kanal ausgebaut.

## Orte am Fluss
(Reihenfolge in Fließrichtung)
- Le Soleil des Arrets, Gemeinde Montauroux
- Fréjus

## Geschichte
Mitte der 1950er-Jahre wurde der Fluss durch die Barrage de Malpasset aufgestaut. Sie brach 1959; durch die entstehende Flutwelle wurden unterschiedlichen Angaben zufolge etwa 421 Menschen getötet.